# Hamel-dimenzió
A Hamel-dimenzió a lineáris algebrában használatos dimenziófogalom, amely azt próbálja megragadni, hány egymástól független irány létezik. Informálisan egy tér Hamel-dimenziója n, ha legalább ennyi irány szükséges ahhoz, hogy csak ezekben az irányokban (előre vagy hátra) mozogva a tér bármely pontjába eljuthassunk.

## Definíció
Egy V vektortér dimenziója tetszőleges bázisának elemszáma, számossága. Ennek jogosságát az a tétel biztosítja, miszerint bármely két bázis azonos számosságú. Jelölés {\displaystyle \ \mathrm {dim} V}.

Definíció alapján, ha V={0}, azaz a 0 tér esetén a dimenzió 0.
Ha a kiválasztási axióma teljesül, akkor minden vektortérnek van bázisa; ha gyengébb változata, az ultrafilter-lemma teljesül, akkor egy vektortér minden bázisa azonos számosságú. Ez alapján a definíció végtelen dimenziós vektorterekre is konzisztens.

## Példák
- a közönséges térvektorok vektortere 3 dimenziós, ezek között bármely két, origó kezdőpontú, nem párhuzamos vektor kifeszít egy kétdimenziós alteret, síkot.
- Fn dimenziója n, míg Fn × k-é nk.
- a legfeljebb k-adfokú polinomok k+1 dimenziós alteret feszítenek ki.
- az F feletti polinomok vektortere megszámlálhatóan végtelen dimenziós.
- a valós függvények tere kontinuum dimenziós.

## Tulajdonságok
Ekvivalens feltételek
V ≠ 0 vektortér, n ∈ N+
1. dim V = n
2. V-ben a maximálisan független vektorok száma: n
3. V-ben a minimális generátorrendszer n elemű.

## Altér dimenziója
- Ha {\displaystyle V\ } vektortér, {\displaystyle W\leq V}, akkor {\displaystyle \mathrm {dim} \,W\leq \mathrm {dim} \,V}.
- Véges dimenziós {\displaystyle V\ } vektortérre, ha {\displaystyle \mathrm {dim} \,W=\mathrm {dim} \,V}, akkor {\displaystyle W=V\ }.

## Rang
Az a1,…,an vektorrendszer rangja r, ha az n vektor között a maximálisan független vektorok száma r.

### Tulajdonságok
Az a1,…,an vektorok által generált altér dimenziója
{\displaystyle \mathrm {dim} \langle \mathbf {a} _{1},\ldots ,\mathbf {a} _{n}\rangle =\mathrm {rang} (\mathbf {a} _{1},\ldots ,\mathbf {a} _{n})}

## Lásd még
- Lineáris leképezés
- Tenzor